# 2010年バンクーバーオリンピックの聖火リレー

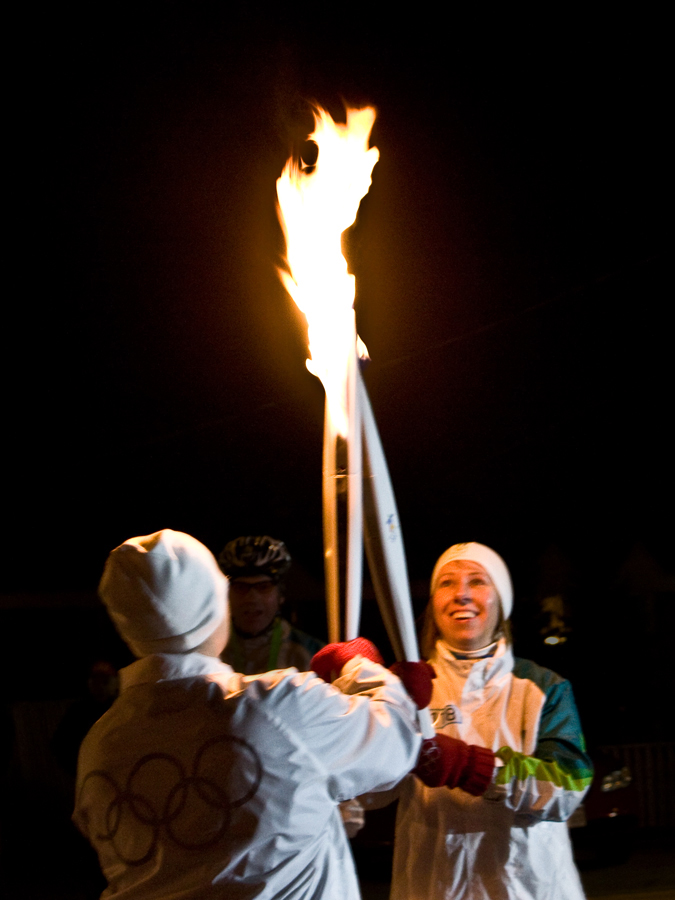
聖火は2009年11月23日にモンクトンを通過した。

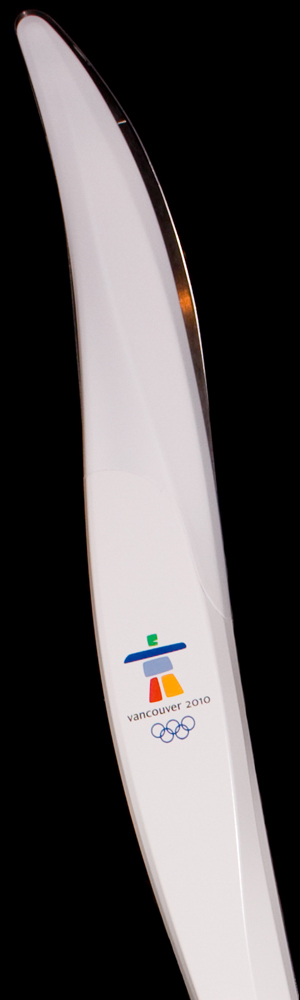
バンクーバーオリンピックの聖火トーチ

2010年バンクーバーオリンピックの聖火リレー（2010ねんバンクーバーオリンピックのせいかリレー）は、バンクーバーオリンピックに先立ち、2009年10月30日から2010年2月12日まで106日間の日程で実施された。聖火リレーの計画はバンクーバーオリンピック・パラリンピック組織委員会により2008年11月21日に発表された。Communities were informed in June 2008, but the locations were not announced for "security reasons". 正確なルートはリレーの直前まで公表されなかった。北京オリンピックの聖火リレーが世界各国で妨害にあったこともあり、2009年3月にカナダ国外の国際ルートが廃止された。およそ12,000人の聖火ランナーによって聖火が運ばれ、その中にはカントリー歌手のシャナイア・トゥエインやNHL選手のシドニー・クロスビーといったカナダ人の著名人も含まれた。
Outgoing Victoria Mayor Alan Lowe and then Mayor-Elect Dean Fortin expressed enthusiasm for the 2010 Olympic Torch Relay starting in Victoria. The British Columbia capital city had hosted and co-hosted international sports events in the past with great success (1994 Commonwealth Games, 2007 FIFA U-20 World Cup). This event will once again put Greater Victoria in the world spotlight.
2009年10月22日、ギリシャのオリンピアで行われた採火式で聖火がトーチに灯された。女優のマリア・ナフプリオトゥが古代ギリシャの巫女に扮し、凹面の反射鏡を用いて太陽光を集めて点火した。 最初の聖火ランナーはギリシャのアルペンスキー選手バシリス・ディミトリアディスで、最後に聖火を引き継いだのはウェイン・グレツキーだった。

## 聖火リレーのルート
1. 10月30日以前: オリンピア（ ギリシャ）
2. 10月30日: ビクトリア（ブリティッシュコロンビア州）
3. 10月31日: ビクトリア - ナナイモ（ブリティッシュコロンビア州）
4. 11月1日: ナナイモ - トフィーノ（ブリティッシュコロンビア州）
5. 11月2日: トフィーノ - キャンベル・リバー（ブリティッシュコロンビア州）
6. 11月3日: キャンベルリバー - ホワイトホース（ユーコン準州）
7. 11月4日: ホワイトホース - イヌヴィック（ノースウエスト準州）
8. 11月5日: イヌヴィック - イエローナイフ（ノースウエスト準州）、途中ヌナブト準州を通過
9. 11月6日: イエローナイフ - コールドレイク（アルバータ州）
10. 11月7日: コールドレイク - トンプソン（マニトバ州）、途中サスカチュワン州を通過
11. 11月8日: トンプソン - アラート（ヌナブト準州）
12. 11月9日: アラート - イカルイト（ヌナブト準州）
13. 11月10日: イカルイト - ガスペ（ケベック州）
14. 11月11日: セティール（ケベック州） - ハッピーバレー・グースベイ（ニューファンドランド・ラブラドール州）
15. 11月12日: ハッピーバレー・グースベイ - セントジョンズ（ニューファンドランド・ラブラドール州）
16. 11月13日: セントジョンズ市内周回（マイク・アダムMike Adamがトーチを持ってカーリングを行った[5]。）
17. 11月14日: セントジョンズ - グランドフォールズ・ウィンザー（ニューファンドランド・ラブラドール州）
18. 11月15日: グランドフォールズ・ウィンザー - チャンネル＝ポルトーバスク（ニューファンドランド・ラブラドール州）
19. 11月16日: チャンネル＝ポルトーバスク - ポートホークスベリ（ノバスコシア州）
20. 11月17日: ポートホークスベリ - トゥルーロ（ノバスコシア州）
21. 11月18日: トゥルーロ - ハリファックス（ノバスコシア州）
22. 11月19日: ハリファックス市内を周回
23. 11月20日: ハリファックス - ルーネンバーグ（ノバスコシア州）
24. 11月21日: ルーネンバーグ - シャーロットタウン（プリンスエドワードアイランド州）
25. 11月22日: シャーロットタウン - サマーサイド（プリンスエドワードアイランド州）
26. 11月23日: サマーサイド - モンクトン（ニューブランズウィック州）
27. 11月24日: モンクトン - セントジョン（ニューブランズウィック州）
28. 11月25日: セントジョン - フレデリクトン（ニューブランズウィック州）
29. 11月26日: 移動せずフレデリクトンに滞在
30. 11月27日: フレデリクトン - バサースト（ニューブランズウィック州）
31. 11月28日: バサースト - エドモンストン（ニューブランズウィック州）
32. 11月29日: エドモンストン - リムースキ（ケベック州）
33. 11月30日: リムースキ - ベ＝コモ（ケベック州）
34. 12月1日: ベ＝コモ - サグネ（ケベック州）
35. 12月2日: サグネ - ケベック市（ケベック州）
36. 12月3日: ケベック市 - レヴィ（ケベック州）
37. 12月4日: レヴィ - サンジョルジュ（ケベック州）
38. 12月5日: サンジョルジュ - シェルブルック（ケベック州）
39. 12月6日: シェルブルック - トロワリヴィエール（ケベック州）
40. 12月7日: トロワリヴィエール - ロンゲール（ケベック州）
41. 12月8日: ロンゲール - ビーコンズフィールド（ケベック州）
42. 12月9日: ビーコンズフィールド - モントランブラン（ケベック州）
43. 12月10日: モントランブラン - モントリオール（ケベック州）
44. 12月11日: モントリオール - ガティノー（ケベック州）
45. 12月12日: ガティノー - オタワ（オンタリオ州）
46. 12月13日: オタワ市内を周回
47. 12月14日: オタワ - キングストン（オンタリオ州）
48. 12月15日: キングストン - ピーターボロ（オンタリオ州）
49. 12月16日: ピーターボロ - オシャワ（オンタリオ州）
50. 12月17日: オシャワ - トロント（オンタリオ州）
51. 12月18日: トロント - ブランプトン（オンタリオ州）
52. 12月19日: ブランプトン - ハミルトン（オンタリオ州）
53. 12月20日: ハミルトン - ナイアガラフォールズ（オンタリオ州）
54. 12月21日: ナイアガラフォールズ - ブラントフォード（オンタリオ州）
55. 12月22日: ブラントフォード - チャタム・ケント（オンタリオ州）
56. 12月23日: チャタム・ケント - ウィンザー（オンタリオ州）
57. 12月24日: ウィンザー - ロンドン（オンタリオ州）
58. 12月25日: 移動せずロンドンに滞在
59. 12月26日: 移動せずロンドンに滞在
60. 12月27日: ロンドン - キッチナー（オンタリオ州）
61. 12月28日: キッチナー - オーウェンサウンド（オンタリオ州）
62. 12月29日: オーエン・サウンド - バリー（オンタリオ州）
63. 12月30日: バリー - ノースベイ（オンタリオ州）
64. 12月31日: ノースベイ（オンタリオ州） - バル＝ドール（ケベック州）
65. 1月1日: バル＝ドール - ティミンズ（オンタリオ州）
66. 1月2日: ティミンズ - スーセントマリー（オンタリオ州）
67. 1月3日: スーセントマリー - サンダーベイ（オンタリオ州）
68. 1月4日: サンダーベイ - ケノーラ（オンタリオ州）
69. 1月5日: ケノーラ - ウィニペグ（マニトバ州）
70. 1月6日: ウィニペグ市内周回
71. 1月7日: ウィニペグ - ポーティッジ・ラ・プレーリー（マニトバ州）
72. 1月8日: ポーティッジ・ラ・プレーリー - ブランドン（マニトバ州）
73. 1月9日: ブランドン - レジャイナ（サスカチュワン州）
74. 1月10日: レジャイナ - スウィフトカレント（サスカチュワン州）
75. 1月11日: スウィフトカレント - サスカトゥーン（サスカチュワン州） - プリンス・アルバート（サスカチュワン州）
76. 1月12日: プリンス・アルバート - ロイドミンスター（サスカチュワン州）
77. 1月13日: ロイドミンスター - エドモントン（アルバータ州）
78. 1月14日: 移動せずエドモントンに滞在
79. 1月15日: エドモントン - レッドディア（アルバータ州）
80. 1月16日: レッドディア - メディシンハット（アルバータ州）
81. 1月17日: メディスンハット - レスブリッジ（アルバータ州）
82. 1月18日: レスブリッジ - カルガリー（アルバータ州）
83. 1月19日: カルガリー - エアドリー（アルバータ州）
84. 1月20日: エアドリー - バンフ（アルバータ州）
85. 1月21日: バンフ - ゴールデン（ブリティッシュコロンビア州）
86. 1月22日: ゴールデン - クランブルック（ブリティッシュコロンビア州）
87. 1月23日: クランブルック - ネルソン（ブリティッシュコロンビア州）
88. 1月24日: ネルソン - オッソヨス（ブリティッシュコロンビア州）
89. 1月25日: オッソヨス - ケロウナ（ブリティッシュコロンビア州）
90. 1月26日: ケロウナ - レベルストーク（ブリティッシュコロンビア州）
91. 1月27日: レベルストーク - カムループス（ブリティッシュコロンビア州）
92. 1月28日: カムループス - ウィリアムズ・レイク（ブリティッシュコロンビア州）
93. 1月29日: ウィリアムズ・レイク - プリンス・ジョージ（ブリティッシュコロンビア州）
94. 1月30日: プリンスジョージ - スミザーズ（ブリティッシュコロンビア州）
95. 1月31日: スミザーズ - フォートセントジョン（ブリティッシュコロンビア州）
96. 2月1日: フォートセントジョン - プリンスルパート（ブリティッシュコロンビア州）
97. 2月2日: プリンスルパート - ポートハーディ（ブリティッシュコロンビア州）
98. 2月3日: ポートハーディ - パウエル・リバー（ブリティッシュコロンビア州）
99. 2月4日: パウエル・リバー - スコーミッシュ（ブリティッシュコロンビア州）
100. 2月5日: スコーミッシュ - ウィスラー（ブリティッシュコロンビア州）
101. 2月6日: ウィスラー - メリット（ブリティッシュコロンビア州）
102. 2月7日: メリット - アボッツフォード（ブリティッシュコロンビア州）
103. 2月8日: アボッツフォード - サレー（ブリティッシュコロンビア州）
104. 2月9日: サレー - リッチモンド（ブリティッシュコロンビア州）
105. 2月10日: リッチモンド - ウェストバンクーバー（ブリティッシュコロンビア州）
106. 2月11日: ウェストバンクーバー - バンクーバー（ブリティッシュコロンビア州）
107. 2月12日: バンクーバー市内 - BCプレイス・スタジアム

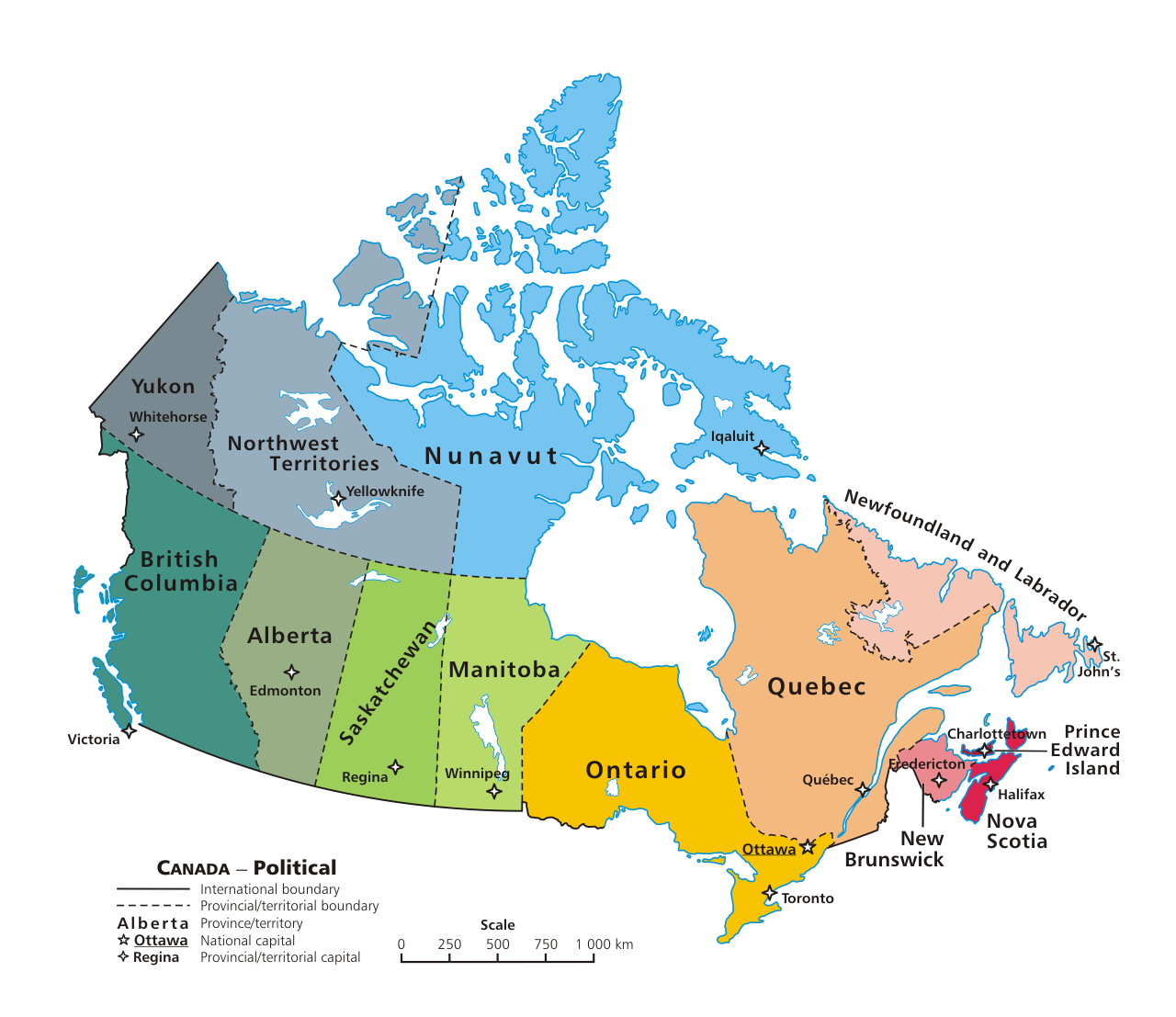
カナダの州